# Dusona setator
Dusona setator är en stekelart som beskrevs av Hinz 1985. Dusona setator ingår i släktet Dusona och familjen brokparasitsteklar. Inga underarter finns listade i Catalogue of Life.